# برونا کوزی
برونا کوزی (کاتالونیایی: Bruna Cusí؛ زادهٔ ۹ سپتامبر ۱۹۸۶) بازیگر اهل اسپانیا است. وی از سال ۲۰۱۱ میلادی تاکنون مشغول فعالیت بوده‌است. وی در سال ۲۰۱۸ برندهٔ جایزه گویای بهترین بازیگر زن نوظهور شد.
از فیلم‌ها یا برنامه‌های تلویزیونی که وی در آن نقش داشته‌است، می‌توان به وارثان زمین، تابستان ۱۹۹۳، مرلی، غریزه، روان‌پزشک و مستأجر اشاره کرد.